# Гону (циклон)
Циклон «Гону» (англ. Cyclone Gonu) — надзвичайно потужний тропічний циклон, який став найсильнішим циклоном за всю історію спостережень в Аравійському морі. Інтенсивні тропічні циклони, такі як Гону, надзвичайно рідкісні в Аравійському морі, і більшість штормів у цьому районі, як правило, невеликі та швидко розсіюються. Це стало першим тропічним циклоном, який вразив Іран з 1898 року.
Циклон забрав 78 людей і завдав збитків приблизно на 4,2 мільярда доларів США (2007 рік) в Омані, де циклон вважався найгіршим природним лихом країни. У районі східного узбережжя де проходив циклон випав сильний дощ, який досягав 610 мм (24 дюйми), що спричинило повені та значні збитки. В Ірані через циклон загинуло 28 людей і завдав збитків на 216 мільйонів доларів США (2007 рік).

## Метеорологічна історія

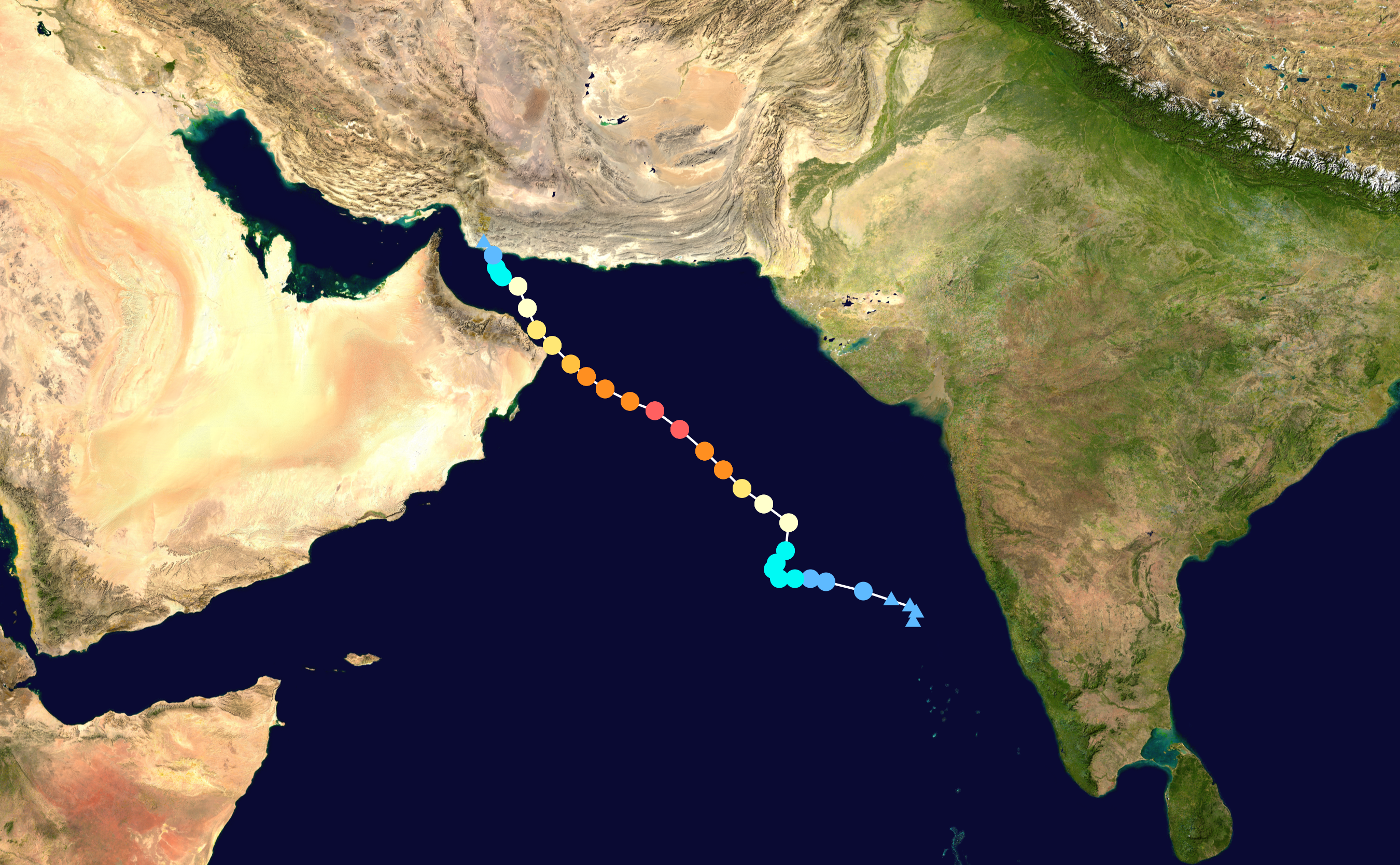
Карта шляху і інтенсивності Циклону Гону

Ближче до кінця травня 2007 року мусонна западина породила область низького тиску в східній частині Аравійського моря. Станом на 31 травня організоване тропічне хвилювання було приблизно в 645 км (400 миль) на південь від Мумбаї, Індія, з циклонічної конвекцією або грозовою активністю та чітко вираженою циркуляцією середнього рівня. Сприятливе середовище  дозволило покращити конвекцію і пізно 1 червня система розвинулась настільки, що Індійський метеорологічний департамент (IMD) класифікував її як депресію. Він простягався на захід уздовж південно-західної периферії хребта середнього рівня над південною Індією. Конвекція продовжувала організовуватися, і вранці 2 червня Об’єднаний центр попередження про тайфуни (JTWC) класифікував шторм як тропічний циклон 02A, приблизно за 685 км (425 миль) на південний захід від Мумбаї.
Після першого формування система боролася із сухим повітрям на північний-захід від шторму, що, як очікується, обмежувало посилення. Шторм постійно посилювався, і рано 2 червня IMD підвищив його статус до глибокої депресії. Пізніше того ж дня IMD класифікувала систему як циклонічний шторм Гону приблизно за 760 км (470 миль) на південний захід від Мумбаї, Індія. Коли над Пакистаном утворилася западина середніх широт, Гону повернув на  північний-захід, хоча він відновив курс на захід після гребня, побудованого на північ від шторму. Маючи суцільну область інтенсивної конвекції, вона швидко посилюваласящоб досягти сильного циклонічного статусу рано 3 червня і з хорошим стоком JTWC підвищив його до еквівалента мінімального урагану. Зрештою сухе повітря мало менший вплив на інтенсифікацію, ніж передбачалося раніше. У центрі конвекції розвинулося чітке око, і після переміщення над локальним збільшенням вмісту тепла в океані Гону швидко посилився.

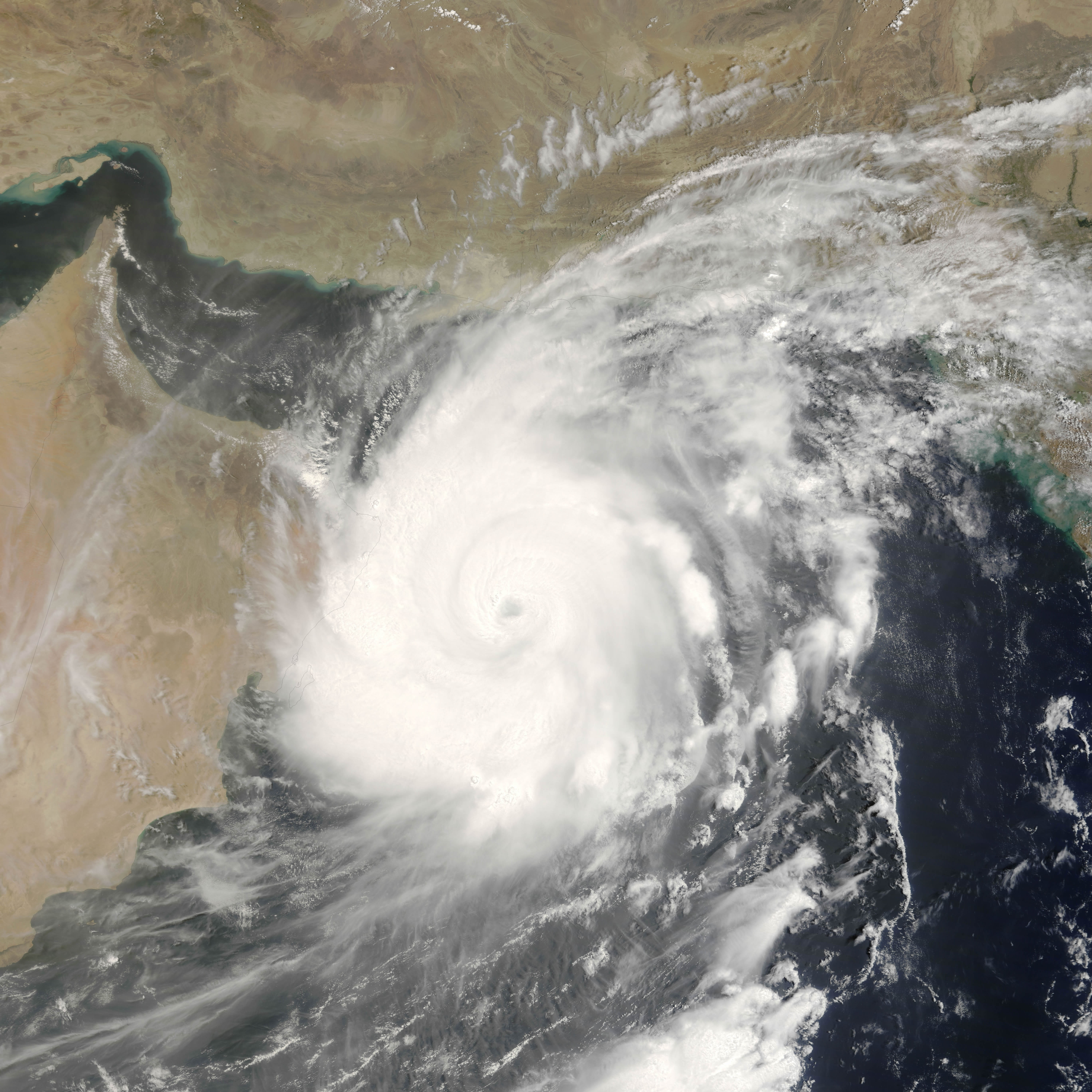
Циклон Гону біля берегів Оману 5 червня

Пізно ввечері 3 червня IMD підвищив статус шторму до дуже сильного циклонічного шторму Гону. Завдяки теплій воді, низькому зсуву вітру та сприятливому стоку з верхнього рівня, Гону ще більше зміцнився, щоб досягти максимального 1-хвилинного стійкого вітру 270 км/год (170 миль/год) і поривів до 315 км/год (195 миль/год), приблизно 285 км (175 миль) на південний-схід від острова Масіра на узбережжі Оману. IMD оновив його до суперциклонічного шторму Гону пізно 4 червня з максимальним 3-хвилинним стійким вітром, що досягає 240 км/год (150 миль/год) і орієнтовним тиском 920  мбар. Це стало першим суперциклонічним штормом в Аравійському морі в історії.
Після того, як шторм тримав максимальний вітер протягом приблизно шести годин, IMD знизило статус Гону до дуже сильного циклонічного шторму ввечері 4 червня. Око Гону наповнилося хмарами та стало нерівним, і циклон поступово слабшав через низьку температуру води та сухість повітря, коли він наближався до Аравійського півострова. Через взаємодію суші з Оманом внутрішнє ядро глибокої конвекції швидко послабилося, і протягом 24 годин інтенсивність зменшилася на 95 км/год (60 миль/год). Згідно з IMD, циклон Гону перетнув крайній східний край Оману поблизу Маскату рано 6 червня зі швидкістю вітру 143 км/год (89 миль/год). Незважаючи на те, що вітер продовжував поступово слабшати, загальна організація дещо зросла за кілька годин до виходу на сушу; Гону підтримував чітко окреслену структуру низького рівня зі слабким оком.
Після виходу в Оманську затоку циклон ненадовго знову дещо посилився, можливо, через теплі води. Проте посилення зсуву вітру та надходження сухого повітря з Аравійського півострова продовжували усувати глибоку конвекцію з його східного півкола. 6 червня циклон повернув на північний-захід а пізніше того ж дня JTWC знизив статус Гону до тропічного шторму. IMD наслідувало їхній приклад, знизивши статус Гону до статусу сильного циклонічного шторму, а пізніше до статусу циклонічного шторму на початку 7 червня Гону перетнув Мекран на  узбережжі Ірану через шість годин, і IMD припинило видавати попередження про циклон. Після виходу на сушу Гону тримався над Іраном до 8 червня.

## Підготовка
Голова Національного комітету цивільної оборони Оману генерал Малек бін Сулейман Аль Маамарі зазначив, що країна вже розробила план на випадок надзвичайних ситуацій, який передбачає активізацію армії та поліції після закінчення шторму. Очікуються значні пошкодження, особливо в північно-східних районах, а також до 150 мм (6 дюймів) опадів і дуже сильний вітер. Чиновники рекомендували громадянам евакуюватися з потенційно постраждалих районів, і близько 7000 людей були змушені покинути острів Масіра через загрозу сильного прибою та сильного вітру. Загалом понад 20 000 людей евакуйовано до притулків. Надзвичайний стан було оголошено Національна служба погоди Оману попередила очікується, що циклон буде гіршим, ніж руйнівний циклон, який вразив острів Масіра в 1977 році. Через загрозу шторму нафтовий термінал Mina al Fahal був закритий більше ніж на три дні. Оманські чиновники закрили державні установи на два дні та оголосили п’ятиденний вихідний. Більшість підприємств поблизу узбережжя були закриті до оголошення. Влада Міжнародного аеропорту Маскат і Міжнародного аеропорту Салала скасували всі рейси після 20:00  UTC5 червня через циклон.

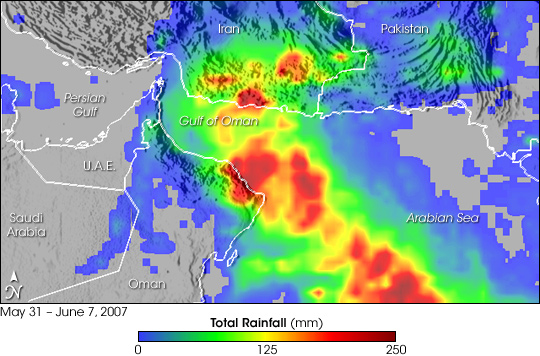
Map showing rainfall totals around the Gulf of Oman between May 31 and June 7, 2007. The red areas show where rainfall exceeded 200 mm (8 inches).

У Саудівській Аравії та Об’єднаних Арабських Еміратах, які є членами ОПЕК, офіційних попереджень через Гону не надходило. Очікувалося, що шторм не порушить поставки нафти з цих двох країн. Однак ціни на нафту зросли вранці 5 червня через побоювання збоїв, спричинених Гону, а також через загрозу загальнонаціональних страйків у Нігерії, найбільшому виробнику нафти в Африці. У понеділок на Нью-Йоркській товарній біржі сира нафта з поставкою в липні подорожчала на 1,13 долара, або на 1,7 відсотка, до 66,21 долара , що є найвищим показником за 15 днів. Ф'ючерси досягли $66,48, найвищої внутрішньоденної ціни з 30 квітня. Контракт становив $65,95 за барель, що на 26 центів менше, під час електронних торгів у позаурочний час о 9:43 ранку у вівторок у Сінгапурі. Том Клоза, головний нафтовий аналітик Інформаційної служби цін на нафту, сказав, що він сумнівається, що підвищення можна віднести до Гону. "Я не знаю, чи можна справді приписати якийсь прибуток циклону", - сказав він. «Це привід, а не причина зростання цін».
У Пакистані офіційні особи рекомендували рибалкам залишатися в межах 50 км (30 миль) від берегової лінії через шторм у відкритому океані. Морська влада Сполучених Штатів попередила кораблі уникати циклону в Аравійському морі.
Департамент метеорології Ірану оголосив штормові попередження для південно-східного узбережжя країни; агентство прогнозує помірні та сильні опади та поривчастий вітер. До приходу циклону близько 40 000 людей, у тому числі близько 4 000 студентів Міжнародного університету Чабахар, евакуювали прибережні райони країни принаймні на 1 км (0,6 милі) вглиб країни.Усі рейси в аеропорт Конарак і з нього були скасовані протягом 48 годин. Крім того, у всіх лікарнях Сістану та провінції Белуджистан оголошено червоний стан тривоги. Іранський Червоний Хрест сприяв доставці необхідних засобів допомоги.

## Рекорд
Циклон Гону встановив кілька рекордів інтенсивності. Коли 3 червня став дуже сильним циклонічним штормом, Гону став найсильнішим тропічним циклоном за всю історію спостережень в Аравійському морі. Це був єдиний суперциклонічний шторм, який є тропічним циклоном із 3-хвилинним стійким вітром принаймні 220 км/год (135 миль/год) у регіоні до циклону Кьярр 12 років потому. JTWC оцінив максимальну 1-хвилинну тривалість вітру 270 км/год (170 миль/год), найвищу 1-хвилинну тривалість вітру серед будь-яких циклонів у північній частині Індійського океану до циклону Фані 12 років потому. 6 червня Гону вийшов на берег у крайньому східному Омані зі швидкістю вітру 150 км/год (95 миль/год), що робить його найсильнішим тропічним циклоном за всю історію спостережень, який обрушився на Аравійський півострів. Із загальним збитком у 4,2 мільярда доларів США (2007 рік) і 50 смертями Гону став найстрашнішим природним лихом в історії Оману. Крім того, цей шторм був лише другим циклонічним штормом в історії, який вразив Іран, причому другий шторм стався 4 червня 1898 року.